# Évaux-les-Bains
Évaux-les-Bains este o comună în departamentul Creuse din centrul Franței. În 2009 avea o populație de 1.486 de locuitori.

## Evoluția populației
| An        | 1975  | 1982  | 1990  | 1999  | 2006  | 2009  |
| --------- | ----- | ----- | ----- | ----- | ----- | ----- |
| Populație | 1.727 | 1.810 | 1.716 | 1.545 | 1.564 | 1.486 |